# قوش‌خانه
قوشخانه یک روستا در ایران است که در دهستان سنگر (فاروج) واقع شده‌است. قوشخانه ۳۲۷ نفر جمعیت دارد.